# Фёдор Григорьевич Товарко
Фёдор Григорьевич Товарко (ум. после 1433) — московский боярин в 1-й половине XV века, 4-й сын Григория Александровича Пушки, родоначальник угасшего рода Товарковых.

## Биография
Фёдор происходил из младшей ветви знатного рода Ратшичей. Его отец, Григорий Александрович Пушка, родоначальник сильно размножившегося рода Пушкиных, был сыном Александра Ивановича Морхинина, внука Гаврилы Алексича, боярина великого князя Александра Невского. 
Биографических сведений о Фёдоре сохранилось мало. Он был четвёртым из сыновей Григория Александровича и единственным, который был боярином.
В 1433 году Фёдор, который в это время был в преклонном возрасте, упоминается как боярин великого князя Василия II Васильевича Тёмного, сохранив ему верность во время захвата Москвы звенигородским князем Юрием Дмитриевичем. Не желая воевать с Юрием, Василий II отправил к сопернику своих бояр Фёдора Товарка и Фёдора Андреевича. Они встретились со звенигородским князем близ Троицы и попытались убедить его решить дело миром, но успеха не добились.
Фёдор был родоначальником рода Товарковых, который в XIV—XVI веках был самой значительной из ветвей Пушкиных. Этот род угас в 50-е годы XVI века.

## Брак и дети
Имя жены Фёдора неизвестно. Согласно родословным, у него было 6 сыновей:
- Иван Фёдорович Ус (ум. после 1485), московский боярин; был послан в Новгород с ультиматумом Ивана ІІІ (в 1471), в 1476 — в Псков, а в 1480 — к хану Ахмату с предложением мира.
- Борис Фёдорович Шушлепа, боярин дмитровского князя Юрия Васильевича
- Василий Фёдорович Гусь
- Иван Фёдорович Сухой
- Юмрята (Юрята) Фёдорович
- Семён Фёдорович